# Лозада
Лозада (порт. Lousada; [lo(ou)'zadɐ]) — посёлок городского типа в Португалии, центр одноимённого муниципалитета в составе округа Порту. По старому административному делению входил в провинцию Дору-Литорал. Входит в экономико-статистический субрегион Тамега, который входит в Северный регион. Численность населения — 7,8 тыс. жителей (посёлок), 47,1 тыс. жителей (муниципалитет) на 2006 год. Занимает площадь 94,89 км².
Покровителем посёлка считается Иисус Христос (порт. Jesus).

## Расположение
Город расположен в 35 км на северо-восток от адм. центра округа города Порту. Муниципалитет граничит:
- на севере — муниципалитет Визела
- на северо-востоке — муниципалитет Фелгейраш
- на востоке — муниципалитет Амаранте
- на юге — муниципалитет Пенафиел
- на юго-западе — муниципалитет Паредеш
- на западе — муниципалитет Пасуш-де-Феррейра, Санту-Тирсу

## История
Город основан в 1514 году.

## Население
| Численность населения муниципалитета по годам (1801—2004) | Численность населения муниципалитета по годам (1801—2004) | Численность населения муниципалитета по годам (1801—2004) | Численность населения муниципалитета по годам (1801—2004) | Численность населения муниципалитета по годам (1801—2004) | Численность населения муниципалитета по годам (1801—2004) | Численность населения муниципалитета по годам (1801—2004) | Численность населения муниципалитета по годам (1801—2004) | Численность населения муниципалитета по годам (1801—2004) |
| --------------------------------------------------------- | --------------------------------------------------------- | --------------------------------------------------------- | --------------------------------------------------------- | --------------------------------------------------------- | --------------------------------------------------------- | --------------------------------------------------------- | --------------------------------------------------------- | --------------------------------------------------------- |
| 1801                                                      | 1849                                                      | 1900                                                      | 1930                                                      | 1960                                                      | 1981                                                      | 1991                                                      | 2001                                                      | 2004                                                      |
| 4412                                                      | 10 550                                                    | 16 539                                                    | 19 436                                                    | 27 947                                                    | 37 904                                                    | 42 502                                                    | 44 712                                                    | 46 322                                                    |

## Состав муниципалитета

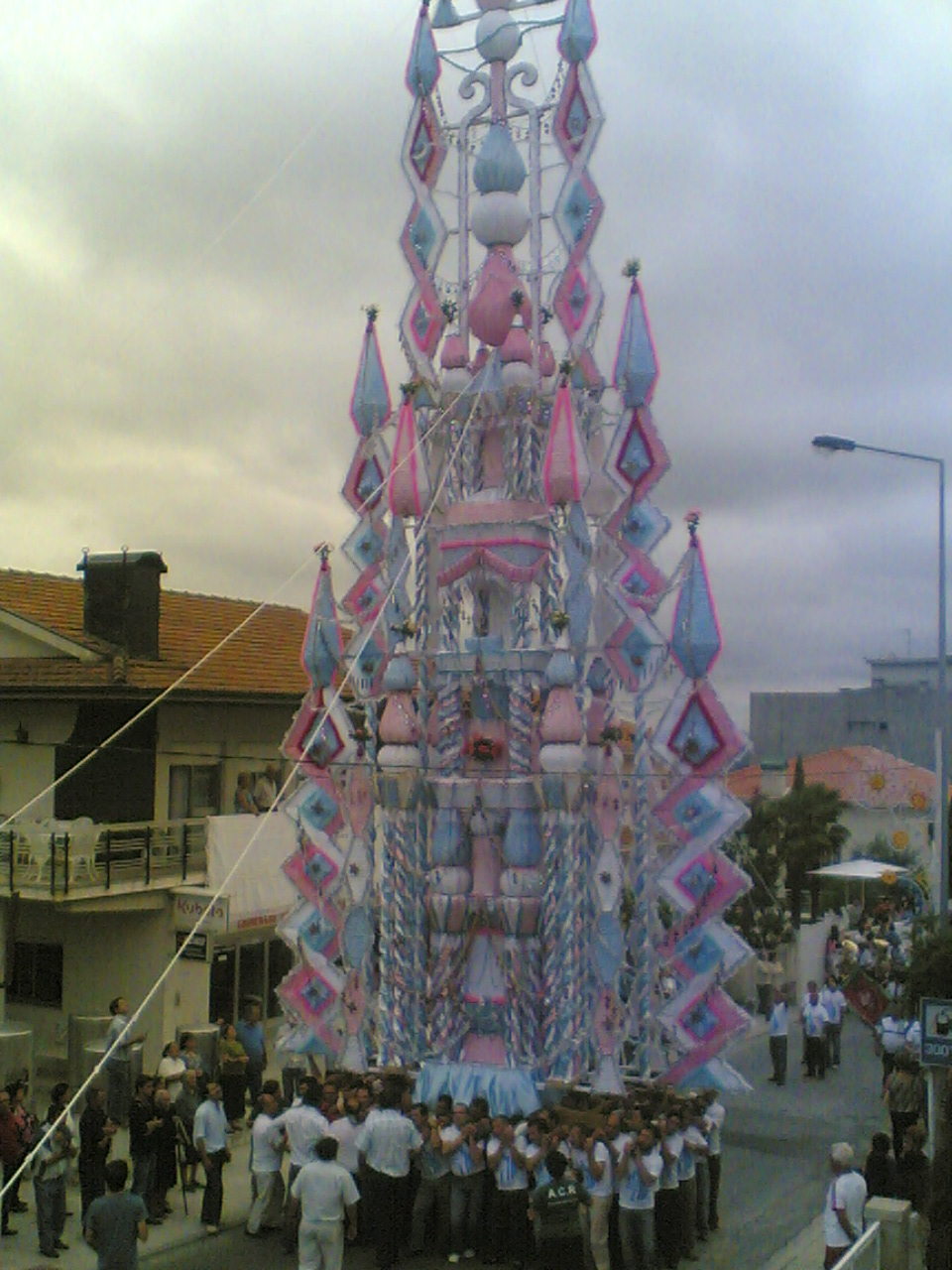

В муниципалитет входят следующие районы:
| - Алваренга - Авеледа - Бойн - Казайш - Каиде-де-Рей - Сернаделу - Коваш - Криштелуш - Фигейраш | - Лодареш - Луштоза - Масиейра - Мейнеду - Нешперейра - Невожилде - Ногейра - Орден - Пиаш | - Санта-Маргарида-де-Лозада - Санту-Эштеван-де-Баррозаш - Силвареш - Созела - Сан-Мигел-де-Лозада - Торну - Вилар-ду-Торну-и-Алентен |